# Moerasbloemfamilie
De moerasbloemfamilie (Limnanthaceae) is een familie van kruidachtige planten, van moerassige groeiplaatsen. De familie komt voor in gematigde streken van Noord-Amerika, en telt een dozijn soorten in twee geslachten. Volgens het APG II-systeem (2003) hoort de familie tot de orde Brassicales in de 'nieuwe' Tweezaadlobbigen. In het Cronquist-systeem werd de familie ondergebracht in de orde Geraniales.
- familie Limnanthaceae
  - genus Floerkea
  - genus Limnanthes

In Nederland zijn twee soorten uit het geslacht moerasbloem (Limnanthes) te vinden als sierplant en in cultuur om de oliehoudende zaden: deze zijn soms verwilderd.